# Joey Rickard
Pour les articles homonymes, voir Rickard.
Joseph Rickard (né le 21 mai 1991 à Las Vegas, Nevada, États-Unis) est un voltigeur des Orioles de Baltimore de la Ligue majeure de baseball.

## Carrière
Joey Rickard joue pour les Wildcats de l'université d'Arizona. Avec Rob Refsnyder (voltigeur), Alex Mejia (arrêt-court), Seth Mejias-Brean (troisième but) et Kurt Heyer (lanceur), il fait partie des Fab Five, cinq jeunes joueurs particulièrement remarquables de l'équipe des Wildcats qui gagne les College World Series en 2012, et est choisi sur l'équipe d'étoiles de la compétition. Rickard est repêché par les Rays de Tampa Bay au 9e tour de sélection en 2012. Il débute la même année sa carrière professionnelle en ligues mineures et évolue pour des clubs affiliés aux Rays jusqu'en 2015.
Le 10 décembre 2015, Rickard est perdu par les Rays et réclamé par les Orioles de Baltimore lors de l'annuel repêchage de règle 5. Au terme de son premier camp d'entraînement printanier avec les Orioles, il est admis au sein de l'effectif qui entreprend la saison 2016.
Joey Rickard fait ses débuts dans le baseball majeur pour les Orioles à Baltimore le 4 avril 2016 et à ce premier match réussit son premier coup sûr, un simple aux dépens du lanceur Ervin Santana des Twins du Minnesota, avant d'ajouter un double à son passage au bâton suivant.